# Onnia
Onnia — рід грибів родини Hymenochaetaceae. Назва вперше опублікована 1889 року.

## Поширення та середовище існування
В Україні зростають:
- Оннія закручена Onnia circinata[3]
- Оннія повстиста Onnia tomentosa[4]
- Оннія безніжкова Onnia triquetra[5]

## Галерея

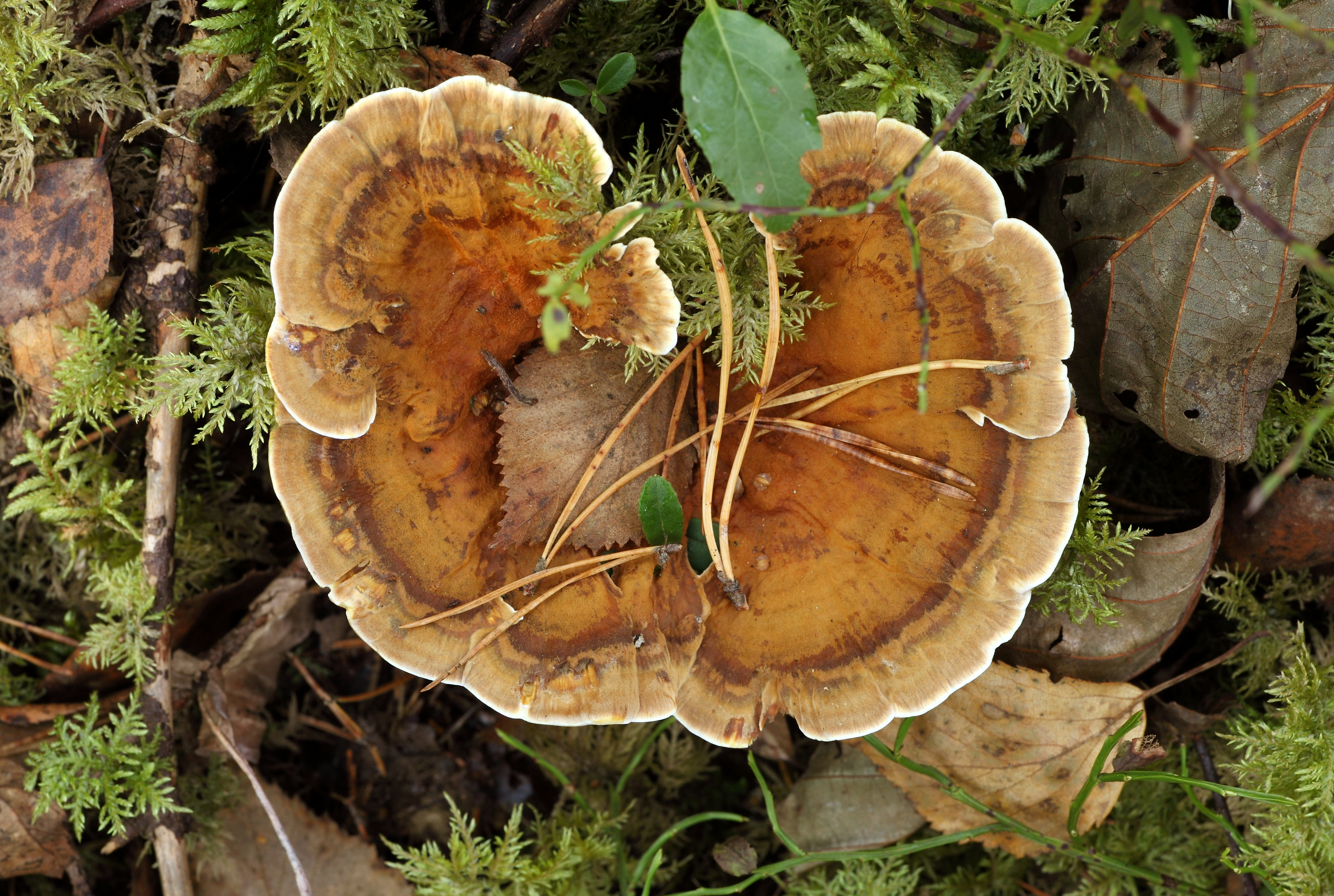
Onnia tomentosa

## Класифікація
Згідно з базою MycoBank до роду Onnia відносять 14 офіційно визнаних видів:
- Onnia circinata
- Onnia cumingii
- Onnia flavida
- Onnia incisa
- Onnia leporina
- Onnia microspora
- Onnia musashiensis
- Onnia orientalis
- Onnia scaura
- Onnia subtriquetra
- Onnia tibetica
- Onnia tomentosa
- Onnia triquetra
- Onnia vallata